# 大和田南那
大和田 南那（おおわだ なな、1999年〈平成11年〉9月15日 - ）は、日本の女優、YouTuber、元グラビアアイドル、元アイドル。女性アイドルグループ・AKB48の元メンバー。千葉県出身。OOOentertainment（スリーオーエンタテーインメント）所属。

## 来歴
2013年1月19日、AKB48第15期生オーディションの最終審査に合格。4月30日、「大島チームK」公演のバックダンサーとしてAKB48劇場デビュー。6月5日、日本武道館にて開催されたコンサート「AKB48グループ研究生 武道館公演推しメン早い者勝ち」に出演。初めて「渚のCHERRY」を歌った。6月9日、研究生公演「パジャマドライブ」に初出演。12月11日に発売されたAKB48の34thシングル「鈴懸の木の道で「君の微笑みを夢に見る」と言ってしまったら僕たちの関係はどう変わってしまうのか、僕なりに何日か考えた上でのやや気恥ずかしい結論のようなもの」（Type-A）に収録されている「Party is over」ではセンターを務めた。
2014年2月24日、チームBへの所属とそれに伴う昇格が発表された。
2014年4月14日、Google+を開始。
2014年4月18日より放送の『セーラーゾンビ』連続テレビドラマ初主演。演技経験はなかったが、川栄李奈、高橋朱里と共にオーディションで選ばれ、主人公に抜てきされた。
2014年4月28日、正規メンバーとして初の劇場出演（倉持チームB「パジャマドライブ」の初日公演にて）。
2014年5月21日、AKB48の36thシングル「ラブラドール・レトリバー」で、初めて表題曲の選抜メンバーに選出。
2015年3月25日、新たに結成された7人組ユニット「でんでんむChu!」への参加が発表される。
2015年3月26日、さいたまスーパーアリーナで開催された『AKB48 春の単独コンサート〜ジキソー未だ修行中!〜』において、チームAへ異動することが発表された。また、5月から6月にかけて実施された『AKB48 41stシングル選抜総選挙』では75位で、アップカミングガールズに選出された。8月27日、倉持チームB 6th「パジャマドライブ」千秋楽公演に出演。9月18日、岩本輝雄「青春はまだ終わらない」初日公演から背番号5で出演。
2016年2月10日、チームA 7th Stage「M.T.に捧ぐ」 初日公演に出演。
2016年5月から6月実施の『AKB48 45thシングル 選抜総選挙』で第62位、フューチャーガールズに選出。
2016年11月29日、AKB48劇場の公演でグループからの卒業を発表。
2017年3月17日、『岩本輝雄「青春はまだ終わらない」』公演の千秋楽に出演。
2017年3月18日の卒業公演をもってAKB48を卒業。。
2017年8月31日に芸能事務所エイジアプロモーションに8月から所属したことを発表。
2018年3月17日に日出高等学校通信制課程を修了。
2018年7月、テレビ朝日・六本木ヒルズ 夏祭り SUMMER STATION 内の出店ブース『ROLL ICE CREAM FACTORY』にて「アイスとオオカミくんには騙されない」キャンペーンの1日店長に就任。
2019年7月21日に「大和田南那 YouTube公式チャンネル」を開設。
2021年11月30日に公式Twitterを開設。
2022年9月15日にファンクラブ "7" を開設。
2023年12月、TC・キャンドラー発表の2023年版「世界で最も美しい顔100人」のひとりに選出。翌年8月発表の2024年版「世界で最も美しい顔100人」のひとりにも選出された。
2024年1月31日、エイジアプロモーションを退所したことをX（旧Twitter）にて報告。
2024年4月1日、「OOO entertainment」（スリーオーエンターテインメント）に所属することをX（旧Twitter）にて発表した。
2024年6月13日、自身のX（旧Twitter）を更新し、4歳年上の男性との結婚を発表した。

## 人物
お喋りで元気な性格。
好きな色は白、ピンク、ベージュ。
好きな食べ物はイチゴと牛タン。
特技は首でフラフープを回すこと。
香水やアロマオイルなど、良い香りがするものを集めるのが好き。
父がレースに出るほどのバイク好きであったため、中型2輪免許を取得している。しかし2023年時点では取得以来バイクには乗っていない。2023年時点の趣味は美術館巡り（小樽・似鳥美術館およびステンドグラス美術館、上野・東京都美術館など）。
2024年6月13日に結婚したことを自身のInstagram、YouTubeで発表。お相手は、YouTube動画を編集している「きーちゃん」というスカイチームに所属している28歳の男性。

### AKB48
AKB48で好きな楽曲は「ヘビーローテーション」。AKB48を初めて知った曲で、MVにピンクが多くて可愛らしいから。
AKB48加入当初の将来の夢は歌手だったが、歌唱力に自信がなくなり断念。
AKB48時代に「スーパールーキー」と称される。峯岸みなみからは、「シリアスな表情に存在感がある。大物が来た」と高く評価されている。
『セーラーゾンビ』の企画・総合演出の犬童一心は同ドラマで大和田が主役である理由として、「ドラマの場合は1人のシーンだけではないので、集団のシーンになった時に別に説明がなくてもその人に惹き付けられるというのが主役の条件だが、大和田はその能力が高い」と述べている。また、大和田はちょっとした暗さというか、明るくて楽しい中にアンニュイな感じがあるのが魅力。単純じゃない感じがする、とも述べている。

## 出演

### テレビドラマ
- セーラーゾンビ（2014年4月18日 - 7月18日、テレビ東京） - 主演・乾舞子 役（川栄李奈・高橋朱里とトリプル主演[11]）
- マジすか学園4（2015年1月19日 - 3月30日、日本テレビ） - ゾンビ 役
- マジすか学園5（2015年8月25日、日本テレビ） - ゾンビ 役[注 3]
- チア☆ダン 第4話（2018年8月3日、TBS） - 夏穂 役[45][46]
- 魔進戦隊キラメイジャー 第10話（2020年5月10日、テレビ朝日） - 古寺良世 / ヨドミヒメ 役[47][48]
- 親バカ青春白書 第3話（2020年8月16日、日本テレビ） - ミスコングランプリ 役
- 危険なビーナス 第3話（2020年10月25日、TBS） - 白川春乃 役
- カンパニー〜逆転のスワン〜 第2話・第3話（2021年1月17日 - 24日、NHK） - 夢川モモ 役
- ヒミツのアイちゃん（2021年4月13日 - 6月15日、フジテレビ） - 森川郁 役[49]
- 名探偵ステイホームズ 前・後編（2022年4月3日・10日、日本テレビ） - 八ヶ岳希美 役[50]
- 富津接続殺人事件（2022年10月6日 - 12月22日、全12話、千葉テレビ） - 主演・宮下香織 役[51]

### ウェブドラマ
- マジすか学園4 外伝（2015年3月31日 - 5月5日、Hulu） - ゾンビ 役
- マジすか学園5（2015年8月25日 - 10月27日、Hulu） - ゾンビ 役
- マジすか学園5 外伝 第1彈 "ロストチャイルドセンター"（2015年11月3日、Hulu） - 迷子 役
- AKBホラーナイト アドレナリンの夜 第38話「見知らぬ家族」（2016年2月18日、ビデオパス・テレ朝動画） - 主演・真子 役[52]
- ヒトコワ-この女たち全員サイコパス- 第4話「看護師」（2018年8月17日、ひかりTV・dTV） - 矢口茜 役[53][54][55][56]
- アリバイ崩し承ります特別編 時計屋探偵とお祖父さんのアリバイ 後編（2020年3月14日、AbemaTV）
- 呪怨: 呪いの家（2020年7月3日、全6話、Netflix） - 水上芳恵 役
- ヒミツのアイちゃん（2021年2月20日 - 、全10話、FOD） - 森川郁 役[57]
- ゾワる 第4段「裏拍手」（2021年8月13日、YouTube）
- 会社は学校じゃねぇんだよ 新世代逆襲編（山野逆襲編）（2021年12月10日、AbemaTV）

### 映画
- 劇場版ほんとうにあった怖い話2018 第二話『孤独な女』（2018年9月8日、パル企画） - 主演・稲城沙希 役[58][59][60]
- 約束の時間（2019年7月27日） - 小泉京子 役[61][62]
- フィルムに宿る魂（2020年3月13日、キャンター） - 斉藤千明 役[63][64][65]
- のぼる小寺さん（2020年7月3日、ビターズ・エンド） - エリカ 役
- もうすぐゾンビ（2022年6月11日） ※短編映画
- 気づかなくてごめんね -デイサービス編-（2024年春） - 進藤梓 役

### 舞台
- ミュージカル「AKB49〜恋愛禁止条例〜」（2014年9月11日 - 16日、AiiA Theater Tokyo） - 吉永寛子 役（小嶋真子とダブルキャスト）[66]
- マジすか学園 〜京都・血風修学旅行〜（2015年5月14日 - 19日、AiiA Theater Tokyo） - ゾンビ 役
- ぴんすぽ！[67]（2017年6月8日 - 11日、六行会ホール） - 主演・響サキ 役（高城亜樹とW主演）
- 白と黒の同窓会 〜まさかのダブルブッキング編〜[68]（2017年10月12日 - 15日、新宿村LIVE） - まどか 役
- ハッピーマーケット！[69]（2017年11月22日 - 26日、全労済ホール/スペース・ゼロ） - 妖精「パー」役[70]
- 白と黒の忘年会〜納めて始めて仕事編〜[71]（2017年12月7日 - 10日、新宿村LIVE） - 光希 役[70]
  - 再演[72]（2019年2月14日 - 17日、新宿シアターモリエール） - 主演・花蓮 役
- 戯曲法廷[73]（2018年1月6日 - 8日、ひの煉瓦ホール〈日野市民会館〉） - 主演・夏希華 役（百川晴香とW主演[74]）
- ぴんすぽ！Part 2（2018年4月4日 - 8日、新宿村LIVE） - 主演・響未来 役（飯野雅とW主演）[75][76]
- 劇団B級遊撃隊「真空家族」（2018年8月8日 - 19日、中野ザ・ポケット） - 南ミナ 役[77][78]
- ニル・アドミラリの天秤（2018年11月1日 - 11日、全労済ホール/スペース・ゼロ） - ヒロイン・久世ツグミ 役[79][80][81][82][83]
- 音楽朗読劇「GANG-GirlsAndNeverGiveup」女たち、そして･･･諦めない（2021年2月10日 - 14日、サンシャイン劇場） - 木崎恵 役[84][85]
- 遠き日の落球 〜あの時から続いているから今なんだ〜（2023年2月15日 - 19日、シアターアルファ東京） - 主演・持田早紀 役[86]
- LIAR GAME murder mystery（2023年3月8日、飛行船シアター）[87]
- キ上の空論 #18「けむりの肌に」（2023年4月7日 - 16日、渋谷シブゲキ） - 澄乃 役[88][89]
- 舞台「FUTABA」え？JKが10万人を救う？（2023年10月13日 - 15日、CBGKシブゲキ!!） - W主演・金城ふたば 役[90]

### ラジオ
- AKB48の"私たちの物語"（2014年5月23日 - 不定期出演、NHK-FM）
- ON8 柱NIGHT! with AKB48（不定期出演、bayfm）
- DJ Tomoaki's Radio Show!（2017年7月20日、下北FM） - ゲストMC
- 川島明のねごと 第13回・14回（2021年6月27日・7月4日、TBSラジオ）
- 大江戸ワイドスーパーイブニング 「SNS FUN!」（2023年5月23日、レインボータウンエフエム放送）

### バラエティ
- 俺の持論 第1回・3回（2017年10月15日・11月5日、テレビ朝日）
- 石橋貴明のたいむとんねる 第1回（2018年4月16日、フジテレビ） - ウエイトレス（アシスタント）
- ※注 芸人調べ 第35回 - 38回（2018年10月11日 - 11月15日、テレビ朝日）
- ロンドンハーツ（テレビ朝日）
  - 〜もう一花咲かせたい！〜 元AKB48だらけの非公認運動会（2019年6月11日）[92][93][94]
  - 元AKBだらけの芸能界三者面談（2019年8月20日）[95][96]
  - テレビ界 知ってなきゃテスト（2020年2月4日）
  - 独身女性の部屋におじゃまツアーズ！！（2020年2月11日）[97]
- 丸山桂里奈とりんごちゃんが行く 九州の最安値を探せ!アンダー3000円で行こう!（2019年11月9日、FBS福岡放送・長崎国際テレビ・テレビ宮崎・鹿児島讀賣テレビ・テレビ大分）
- テレビ千鳥 第41回（2020年3月10日、テレビ朝日）
- クロ女子白書（2020年8月6日・13日、FBS福岡放送）
- ゴッドタン 第713回（2021年5月23日、テレビ東京）
- 大和田南那 21（2021年11月5日・17日・27日、東映チャンネル）
- 浜ちゃんが! 第701回 テレビ出たい娘ダービー（2022年7月21日、読売テレビ）
- Viewty Drive #1 - #6（2022年9月18日 - 10月23日、BSフジ）
- 市町村てくてく散歩 第68・77回・81回（2022年12月9日・2023年3月10日・5月12日、千葉テレビ）
- SHOW激！今夜もドル箱（2023年1月11日・2023年3月22日、テレビ東京）
- バービーのHappy Pampee TV #46 - #47（2023年2月21日 - 28日、BSJapanext）

### ネット配信
- Live Shop!（2017年9月8日・10月23日・2018年3月13日・5月12日・2019年2月27日・5月22日、Live Shop!）
- 囚人大喜利α 第13回（2017年9月27日、AbemaTV・FRESH!）
- ドッチエ・LOVE？（2017年11月15日配信開始、FOD VR）[98]
- 真冬のオオカミくんには騙されない（2018年1月28日 - 3月25日、AbemaTV）[99]
- アイドル交遊SHOW 第1回（2018年1月28日、EMPaエンタメTV）
- スマホエクササイズ 〜1日3分アベマ体操〜 第41回 - 45回（2018年2月1日 - 、AbemaTV）[100]
- BPM 〜BEST PEOPLE's MUSIC〜 第65回 - 67回・69回 -71回（2018年2月3日 - 3月17日、AMC・AbemaTV）[101][102]
- LINE レンジャー 十二星座最強決定戦（2018年2月9日、LINE レンジャー）[103]
- 芸能義塾大学 第24回・25回（2018年2月17日 - 24日、AbemaTV）[104]
- イマっぽTV 第108回 - 127回（2018年4月9日 - 8月30日、不定期出演、AbemaTV）
- フジモンが芸能界から干される前にやりたい10のこと 第78回（2018年5月16日、AbemaTV）
- チャンスの時間 第8シーズン・147回 - 148回（2018年6月6日・2021年8月18日 - 25日、AbemaTV）[105][106]
- DDT LIVE! マジ卍 第8回（2018年6月12日、AbemaTV）[107]
- 買えるバトルクラブ 第12回（2018年10月18日、AbemaTV）
- ミッキー90thアニバーサリー（2018年11月17日、LINEトリビア） - MC[108]
- DTテレビ 第95回（2019年10月18日、AbemaTV）
- パズドラ 実写バラエティ「超絶！！パズドラ部」第16回 - 19回・40回 - 41回・43回・72回 - 74回（2020年8月29日 - 2021年10月17日、TXNネットワーク）
- オジきゅんです! 第3回（2021年3月20日、AbemaTV）
- WINTICKET ミッドナイト競輪 ~ 西武園 F2 最終日 テレ玉杯・松戸 F2 最終日（2021年12月17日・31日、AbemaTV）
- モデルプレスカウントダウン 第8回（2022年1月28日、AbemaTV）
- ABEMAヒルズ（2022年5月25日・6月24日、AbemaTV）~ 大和田南那「HSP」理解促進への思い

### CM
- マンダム GATSBY パーフェクト泡洗顔「泡萌え」篇（2018年3月9日 - ）[109]
- ミクシィ モンスターストライク『僕のヒーローアカデミア × モンスト』「夏だ!私が来た!」篇（2019年7月17日 - ）[110]
- ケンタッキーフライドチキン クラッシャーズ ピーチティ「店舗・数量限定 ピーチティ登場 大和田南那」篇（2019年7月 - ）[111]

### イベント
- 超十代 -ULTRA TEENS FES- @TOKYO
  - 2018年（3月27日、幕張メッセ）[112]
  - デジタル超十代（7月31日、SHIBUYA109）[113]
  - 2019年（3月26日、幕張メッセ）[114][115][116]
- Sapporo Collection 2018（2018年4月28日、北海きたえーる〈北海道立総合体育センター〉）[117][118]
- Tokyo Street Collection
  - 2018年（5月3日、武蔵野の森総合スポーツプラザ）
  - 2019年（5月3日、横浜国際平和会議場 展示廳）[119]
- Fashion Leaders 2018 S/S（2018年5月20日、なんばHATCH）[120][121]
- TGC teen
  - 2019 Summer（2019年7月29日、新木場STUDIO COAST）[122][123][124]
  - 2019 Winter（2019年12月25日、新木場STUDIO COAST）[125][126]
- NAGOYA FASHION FESTA in TOKAI fes 2019（2019年12月5日、Zepp NAGOYA）[127]
- ONPAMALL：TinyTAN（2021年3月27日、SHIBUYA109）
- Girls² COLORZ SHOW 2023 powered by SHEIN（2023年8月2日 & 9日、Zepp Haneda & KT Zepp Yokohama）

## 作品

### 映像作品
- 21（2021年7月21日、イーネット・フロンティア）[128]

### キャラクターソング
| 発売日        | 商品名                                                | 歌                       | 楽曲               | 備考                                         |
| ------------- | ----------------------------------------------------- | ------------------------ | ------------------ | -------------------------------------------- |
| 2020年6月10日 | ミニアルバム 魔進戦隊キラメイジャー(1)                | ヨドミヒメ（大和田南那） | 「ヨドミヒメの歌」 | テレビドラマ『魔進戦隊キラメイジャー』挿入歌 |
| 2021年2月10日 | 魔進戦隊キラメイジャー 全曲集 めっちゃ輝煌(きこう)ぜ! | ヨドミヒメ（大和田南那） | 「ヨドミヒメの歌」 | テレビドラマ『魔進戦隊キラメイジャー』挿入歌 |

## 書籍

### 写真集
- りすたあと（2019年9月15日、ワニブックス、撮影：唐木貴央）ISBN 978-4847082269[129]
- UTB：G 直筆サイン・シリアルナンバー入り、B3の特大写真パネル（2021年10月）
- private（2021年11月30日、光文社、撮影：細居幸次郎）
- encounter & 特装版 encounter 1999-2023（2023年6月15日、光文社）[130]

### デジタル写真集
- FLASH デジタル写真集（光文社）
  - 背伸びしたいころ（2019年3月29日）[131][132]
  - 女子旅リアル特別版 続Private 前編（2021年12月24日）
  - 女子旅リアル特別版 続Private 後編（2022年2月25日）
  - 女子旅リアル特別版 ずっと好きだった（2023年11月28日）
- 週プレ PHOTO BOOK（集英社）
  - なーにゃさまー（2019年4月19日）
  - あの扉の向こうへ（2020年5月15日）[133]
  - フルボディ（2020年12月21日）
  - 下町キャッツアイ（2021年6月11日）
  - IMAGINATION（2021年9月3日）
  - 妄想ラバーズ（2023年2月6日）
- りすたあと（2020年1月6日、ワニブックス、撮影：唐木貴央）
- BOMB デジタル写真集（ワン・パブリッシング[注 4]）
  - なーにゃん家（2020年10月9日）
  - なーにゃと一緒。（2021年8月6日）
  - おとなーにゃな生活（2022年7月8日）
  - 夏、素肌、なーにゃ。（2022年7月8日）
  - こっち見て、なーにゃ。（2022年12月8日）
  - なないろの日々。（2024年2月8日）
- 週刊少年サンデー デジタルフォトブック 「なーにゃと。」（2020年10月26日、小学館）
- BUBKA デジタル写真集 （白夜書房）
  - Unveil（2021年8月4日）
  - Feel Special（2023年12月13日）
- EX大衆 デジタル写真集 「セピア色の休日」（2021年10月15日、双葉社）
- ヤングチャンピオン デジグラ「オトナな事情」（2022年1月8日、秋田書店）
- SPA! BOOKS （扶桑社）
  - 圧倒的彼女（2022年3月18日）
  - 彼女の一手で詰められて……（2024年2月9日）
- private（2022年6月21日、光文社、撮影：細居幸次郎）
- FRIDAY デジタル写真集（講談社）
  - スイートルームでふたりっきり（2022年6月29日）
  - 微熱の唇（2022年11月4日）
- B.L.T. デジタル写真集 「secret body」（2022年8月12日、東京ニュース通信社）
- ヤングキングBULL デジタル写真集 「なないろ」（2023年10月4日、少年画報社）[134]

### 雑誌連載
- LOVE berry（2016年1月 - 9月、徳間書店） - モデル[135][136]

### フリーペーパー
- 新京成電鉄「Ciao」 Vol.122 沿線紳士淑女録（2015年9月20日発行、新京成電鉄株式会社）[137]

### カレンダー
- 大和田南那カレンダーブック2023 ぶちうさ Love it！（2022年9月15日、光文社） ISBN 978-4334871765[138]